# Patrice Bailly-Salins
Patrice Bailly-Salins, francoski biatlonec * 21. junij 1964, Morez, Franche-Comté, Francija.
Bailly-Salins je nekdanji biatlonec, aktiven v letih od 1988 do 1998.
V svoji športni karieri je bil Patrice zmagovalec svetovnega pokala v letu 1993/94. V isti sezoni je v ekipni tekmi prejel bronasto medaljo na olimpijskih igrah v Lillehammerju. Na svetovnem prvenstvu v Anterselvi 1995 je osvojil dve medalji: zlato v sprintu na 10 km in srebrno v štafeti 4 x 7,5 km.